# Badge (Cream)
Badge è un singolo del gruppo rock britannico Cream, pubblicato nel 1969. Il brano è stato scritto da Eric Clapton e George Harrison ed è incluso nell'album Goodbye.
Pubblicato su 45 giri nel marzo 1969 negli Stati Uniti e in aprile nel Regno Unito, Badge raggiunse la posizione numero 18 in Gran Bretagna e la numero 60 nella classifica statunitense Billboard Hot 100.

## Il brano
Inizialmente Badge era una traccia senza titolo. Durante le fasi finali della lavorazione dell'album Goodbye, lo spartito originale fu utilizzato per produrre le note interne e la scaletta dei brani. L'unica parola leggibile sulla pagina era "bridge" (indicante la sezione omonima della canzone). Per colpa della calligrafia di Harrison, tuttavia, Clapton lesse "badge" e così nacque il titolo del brano. Harrison ricorda una versione leggermente differente:
Negli Stati Uniti, la Atco Records fece uscire le prime copie di Goodbye e del singolo Badge accreditando il brano al solo Eric Clapton. Successivamente la Atco corresse i crediti nel 1969 quando pubblicò la compilation Best of Cream, che indica correttamente Clapton e George Harrison come autori della canzone. Anche il singolo inglese di Badge pubblicato dalla Polydor Records è accreditato a Clapton & Harrison.

## Tracce singolo
Atco Records - 45-6668 (USA)
1. Badge (Eric Clapton, George Harrison) - 2:43
2. What a Bringdown (Ginger Baker) - 3:56

Polydor Records - 2058-285 (UK)
1. Badge (Eric Clapton, George Harrison) - 2:43
2. What a Bringdown (Ginger Baker) - 3:56

## Formazione
- Eric Clapton - chitarra, voce
- Ginger Baker - batteria
- Jack Bruce - cori, basso
- Felix Pappalardi - piano, mellotron
- George Harrison (accreditato, per ragioni contrattuali, come "L'angelo misterioso") - chitarra